# Zaggota
Zaggota (franska: Zaggota (CR), Zaggota (Commune Rurale), arabiska: أولاد حسين) är en kommun i Marocko.   Den ligger i provinsen Sidi Kacem och regionen Rabat-Salé-Kénitra, i den nordöstra delen av landet, 120 km öster om huvudstaden Rabat. Antalet invånare är 9 526.